# デフトーンズ (アルバム)
『デフトーンズ』（Deftones）は、アメリカのオルタナティヴ・メタル・バンド、デフトーンズの4枚目のスタジオ・アルバム。2003年5月20日発売。CD EXTRA仕様。

## 概要
本作は様々な異なるジャンルの曲を作曲し、取捨選択しながら制作された。フランク・デルガドは今までのターンテーブルをプレイせず、シンセサイザーなど各種キーボードを演奏し、それまでと異なるトーンを作品に与えることに成功した。チノのボーカルは今までにないハイトーンのシャウトを聴かせ、ステファンのギターは低くチューニングされ、今までで最もヘヴィでダークなサウンドを提示した。その一方で「ラッキー・ユー」での実験的なトリップ・ホップサウンドや、グランドピアノを中心に据えたクラシカルな雰囲気の「アニヴァーサリー・オブ・アン・アンインタレスティング・イヴェント」といった楽曲も収録している。なお本作はバンドのデビュー時からのプロデューサーであるテリー・デイト最後のプロデュース作品である。
セールス面では発売1週目で16万7千枚を売り上げ、バンド史上最高位の全米初登場2位を獲得するなど成功を収めた。

## 収録曲
特筆ない限り全曲デフトーンズによる作詞作曲
1. ヘクサグラム - "Hexagram" - 4:09
2. ニードルズ・アンド・ピンズ - "Needles and Pins" - 3:23
3. ミネルヴァ - "Minerva" - 4:18
4. グッド・モーニング・ビューティフル - "Good Morning Beautiful" - 3:28
5. デスブロウ - "Deathblow" - 5:28
6. ホエン・ガールズ・テレフォン・ボーイズ - "When Girls Telephone Boys" - 4:36
7. バトルアックス - "Battle-Axe" - 5:01
8. ラッキー・ユー - "Lucky You" （デフトーンズ、DJ Crook） - 4:10
9. ブラッディ・ケープ - "Bloody Cape" - 3:37
10. アニヴァーサリー・オブ・アン・アンインタレスティング・イヴェント - "Anniversary of an Uninteresting Event" - 3:57
11. モアナ - "Moana" - 5:02

## 参加ミュージシャン
- チノ・モレノ - ボーカル、リズムギター
- ステファン・カーペンター - リードギター
- チ・チェン - ベース、コーラス
- エイブ・カニンガム - ドラムス
- フランク・デルガド - サンプリング、キーボード